# Régis Hempel
Régis Hempel, né le 1er octobre 1952 à Schifflange, est un ancien responsable luxembourgeois du service informatique de Cedel, l'ancêtre de Clearstream. 

## Biographie
Licencié en février 1992 à la suite d'un montage orchestré par le PDG de l'époque, il a témoigné d'abord dans les livres et films de Denis Robert, puis devant la mission d'information parlementaire française Peillon-Montebourg pour dénoncer l'opacité du système de compensation luxembourgeois. Il a notamment révélé qu'une partie de son travail consistait à effacer les traces de transactions financières sensibles en créant chaque matin une fausse panne informatique, effaçant ainsi des transferts de millions de dollars. Il a réitéré ses déclarations devant des députés à l'Assemblée nationale.
Clearstream ne l'a jamais poursuivi en diffamation pour cela mais pour infraction au devoir de réserve. La firme a perdu ses procès en première instance et en appel.